# Birger Lüssow

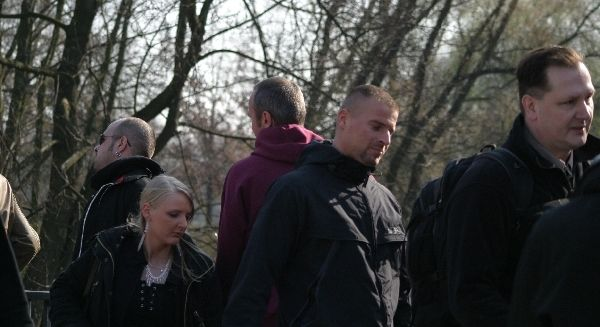
Birger Lüssow (Mitte)

Birger Lüssow (* 19. Januar 1975 in Rostock) ist ein deutscher Politiker (NPD) und Neonazi. Er war von September 2006 bis September 2011 Abgeordneter im Landtag von Mecklenburg-Vorpommern.

## Ausbildung
Lüssow besuchte bis 1990 die Gesamtschule und anschließend bis 1993 das Gymnasium. 1994/95 leistete er seinen Grundwehrdienst bei der Bundeswehr ab. 1996 begann er eine Ausbildung zum Energieelektroniker, die er 2000 abschloss, um danach in dem Beruf tätig zu sein.

## Politische Aktivitäten
Seine Karriere in der rechtsextremen Szene begann Lüssow Anfang der 1990er Jahre im Umfeld der neonazistischen Freien Kameradschaften in Rostock als Hooligan und Skinhead, wo er schon früh Verantwortung übernahm und eng mit Neonazis wie Christian Worch zusammenarbeitete. Lüssow gilt als Kopf der 2002 gegründeten „Aktionsgruppe Festungsstadt Rostock“ (AGR), die mit dem „Bündnis Rechts“ von Worch verbunden und wie dieser der NPD gegenüber sehr kritisch eingestellt war. Bis Ende 2004 trat die Gruppe besonders durch Kundgebungen in Erscheinung, darunter eine Kundgebung zum 8. Mai, dem Ende des Zweiten Weltkrieges, unter dem Motto „Wir kapitulieren nie“ und ein Aufruf zum Boykott der Europa- und Kommunalwahlen am 13. Juni 2004, zu denen auch die NPD angetreten war.
Des Weiteren war Lüssow im „Kameradschaftsbund Mecklenburg“ (KBM) aktiv. Antifaschistische Gruppen rücken ihn in die Nähe des verbotenen „Blood & Honour-Netzwerks“. Am 18. November 2006 nahm er als Redner an einer von Worch angemeldeten und vor allem von Neonazis aus dem Freien Kameradschaftsspektrum besuchten Kundgebung im Andenken an die Gefallenen der Waffen-SS und Wehrmacht in Seelow teil, die als Ersatz für das traditionelle, in diesem Jahr jedoch verbotene „Heldengedenken“ auf dem Waldfriedhof Halbe stattfand.

## Parteikarriere
Im Oktober 2005 trat er in die NPD ein und übernahm im März 2006 kommissarisch die Führung des NPD-Kreisverbandes Mecklenburg-Mitte. Der Kreisverband Mecklenburg-Mitte hätte im Januar 2007 einen neuen Kreisvorstand wählen müssen, wie es die Satzung der NPD vorsieht. Bei der Landtagswahl in Mecklenburg-Vorpommern im September 2006 trat er auf Platz 5 der Landesliste an und zog durch die 7,3 %, die die NPD erreichte, als Abgeordneter in den Landtag in Schwerin ein. Bei der Landtagswahl 2011 wurde er nicht wiedergewählt.
Seit der Kommunalwahl 2009 bis Anfang Januar 2013 war Lüssow Mitglied der Rostocker Bürgerschaft.

## Abgeordneter
Birger Lüssow vertrat die NPD im Bildungs- sowie im Verkehrsausschuss des Landtags. Er war außerdem jugendpolitischer Sprecher seiner Fraktion.
Im Zusammenhang mit der Störung einer Ausstellung über Anne Frank in Grimmen verbreitete Lüssow in einer Rede in einer Landtagssitzung und auf der Website der NPD die unter Rechtsextremen übliche These, wonach die Tagebücher des von den Nazis ermordeten jüdischen Mädchens Anne Frank erst nach 1945 geschrieben worden seien. Das Berliner Anne-Frank-Zentrum erstattete daraufhin Strafanzeige wegen Volksverhetzung, welche aber keine Ermittlungen nach sich zog.